# Me va mejor sin ti
«Me va mejor sin ti» es una canción hecha por HMBVEVO, con las voces de las cantantes colombianas Karol G y Shakira y la cantante española Rosalía. Fue lanzado el 9 de agosto de 2023.

## Composición
«Me va mejor sin ti» es una canción de reguetón hecha por HMBVEVO, un músico profesional con la inteligencia artificial para unir las voces de dichas artistas y la letra hace referencia a sus exparejas que terminaron sus relaciones, Anuel AA, Gerard Piqué y Rauw Alejandro.

## Videoclip
El videoclip se lanzó junto con el sencillo en el canal oficial de YouTubede HMBVEVO el 9 de agosto de 2023.

## Video lírico
Un video lírico se lanzó el 12 de agosto de 2023 en el canal de HMBVEVO.

## Versiónremix
El 9 de septiembre de 2023 se lanzó una versión remix de la canción hecha por HMBVEVO que une las voces de las cantantes colombianas Karol G y Shakira, la cantante estadounidense Becky G y la cantante española Rosalía.

## Videoclip
El videoclip se lanzó en el canal de HMBVEVO en YouTube el 9 de septiembre de 2023.